# Королева ночи (фильм, 1987)
«Королева ночи» (фр. Cérémonie d'amour) — мистическая драма по роману А. Пьейра де Мандьярга «Всё пройдёт». Другое название фильма: «Королева ночи — церемония любви» («Cérémonie d’amour»).

## Сюжет
Хьюго Арнольд в метро замечает призывный взгляд Мириам (Марина Пьерро) и не понимая, что она проститутка, решает воспользоваться моментом и поближе познакомиться с ней. Но они разделены пространством и им не удаётся переговорить из-за окружающего шума. Однако жестами удаётся кое-что объяснить и позже они встречаются в более тихом месте. Мириам говорит Хьюго, что она проститутка, но он совсем ей не верит.
Позже у них состоялось ещё свидание, результатом которого стал секс, после чего Мириам сообщает, что всё это было снято на видео и во избежание неприятностей им лучше не видеться.
После расставания с Мириам Хьюго идёт по набережной и встречает другую проститутку. После непродолжительного разговора с ней, в котором она советует ему на всё отвечать «да», женщина убивает себя, а прибывшей на место полиции Хьюго подтверждает, что он убийца.

## В ролях
- Марина Пьерро — Мириам
- Матьё Карьер — Хьюго Арнольд
- Жози Бернар — Мерием Бен Саада
- Изабель Тинар — Нора Никс
- Жак Коде
- Гай Бонна
- Клодин Берг
- Джилл Люсет
- Жульен Ли
- Дженифер Форд
- Сабрина Белливаль
- Жан-Рафаэль Сесса
- Жан Негрони — рассказчик